# BLAZE A TRAIL
『DEFENDER BLAZE A TRAIL』（ディフェンダー ブレイズ・ア・トレイル）は、2024年7月7日からJ-WAVEで放送されているラジオ番組。ランドローバー・ディフェンダーの提供で放送。

## 概要
前番組『Mercedes-Benz THE EXPERIENCE』から引き続き亀田誠治がナビゲーターを務めている番組で、毎週日曜 21:00 - 21:54（日本標準時）に放送。
番組はゲストを迎え、彼らの人生に寄り添ってきた音楽や試練を乗り越える際に出会った音楽を亀田が聴き出す形式で進行。番組が「困難な道でも走破する」と銘打っているディフェンダーとそれらとを重ね合わせてのトークを展開する。
番組ハッシュタグは「#blaze813」。